# Dorfkirche Closewitz

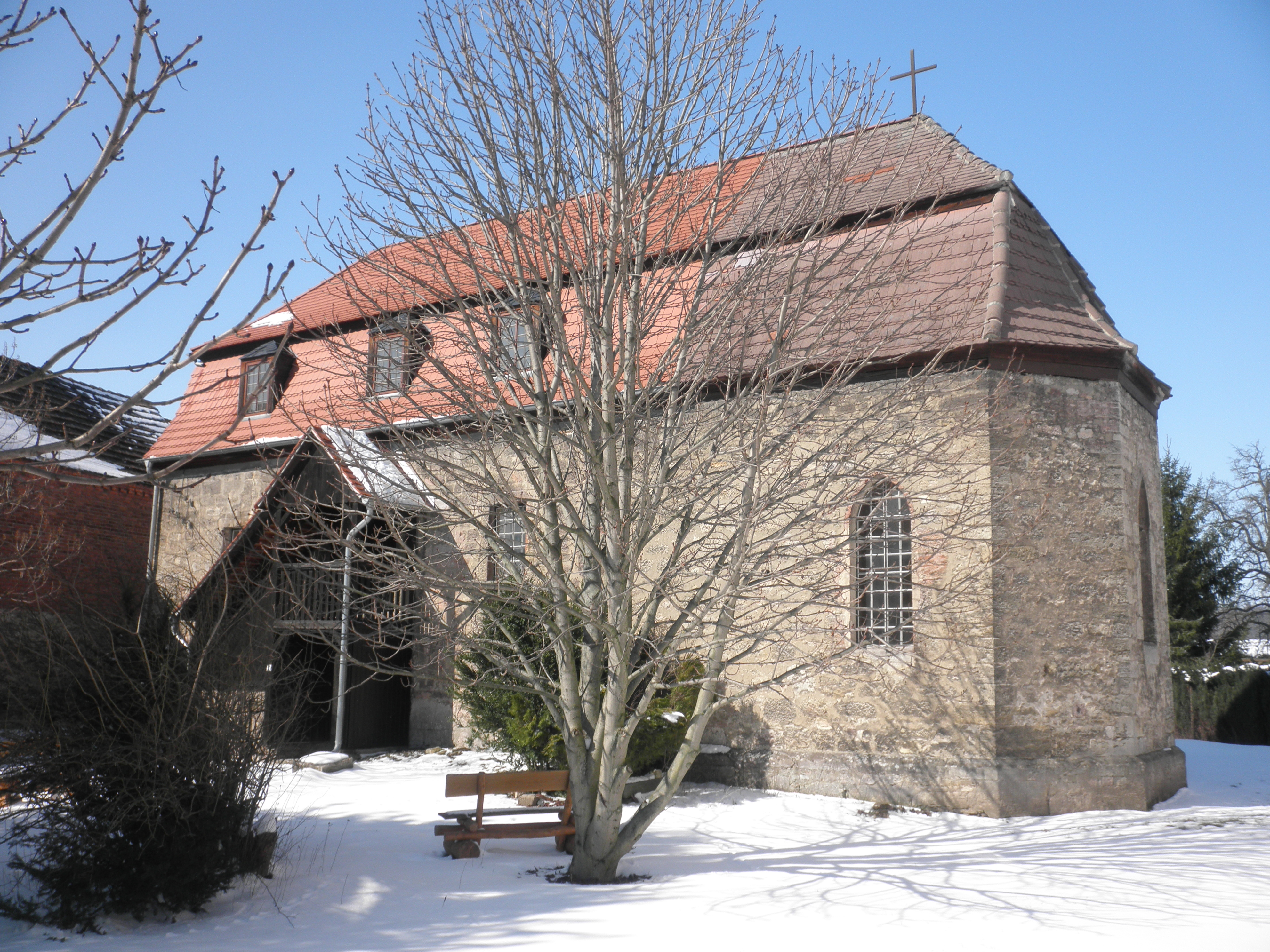
Die Kirche

Die evangelische Dorfkirche Closewitz steht im Ortsteil Closewitz der Stadt Jena in Thüringen. Die Kirche gehört zum Kirchenkreis Jena.

## Lage
Nordwestlich vom zentralen Stadtrand Jena und am Beginn der fruchtbaren Ackerebene bei Weimar und Apolda liegt an der Dorfstraße und im ländlichen Raum am Gottesacker die Dorfkirche.

## Geschichte
Die Filialkirche Closewitz, eine Saalkirche mit schwach eingezogenem Chorpolygon, wird auf das 16. Jahrhundert datiert. Die romanische Mauer eines Vorgängerbaus in der Nordwand ist erhalten. Der Chor besitzt ein zweigeschossiges Kreuzgewölbe. Der Triumphbogen trennt Schiff und Chor. Er besitzt noch einen originalen Wandpfeiler.

## Kirchenbrand
1818 fiel die Dorfkirche einem Brand zum Opfer und wurde 1818–1820 wieder aufgebaut, worauf eine Inschrift über der Südtür verweist. Die Fenster und Türen sowie das Mansarddach und der Dachturm wurden in dieser Zeit geschaffen. Aufgrund diverser Schäden am mittlerweile stark verfallenen Turm wurde selbiger im Jahre 1974 abgetragen. Die 1821 gegossene Glocke der Kirche wurde vorerst im Kirchenschiff abgestellt, läutet allerdings seit 1997 in der wiedererrichteten Leichen- bzw. Friedhofshalle an der Nordseite der Kirche.

## Ausstattung
Im Raum befinden sich zweigeschossige dreiseitige Emporen. Das Kirchenschiff besitzt eine Holztonne. Eine Orgel ist eingebaut.